# 1874.
◄ | 18. stoljeće | 19. stoljeće | 20. stoljeće | ►
◄ | 1840-ih | 1850-ih | 1860-ih | 1870-ih | 1880-ih | 1890-ih | 1900-ih | ►
◄◄ | ◄ | 1871. | 1872. | 1873. | 1874. | 1875. | 1876. | 1877. | ► | ►►
Arhitektura • Astronomija • Biologija • Film • Fotografija • Glazba • Kazalište • Kemija • Kiparstvo • Knjige • Književnost • Kršćanstvo • Meteorologija • Medicina • Planinarstvo • Politika • Pravo • Promet • Slikarstvo • Šport • Znanost • Željeznički promet

## Događaji
- 5. travnja – Praizvedena opereta »Šišmiš« Johanna Straussa mlađeg u Beču.
- 29. studenoga – Matica ilirska mijenja naziv u Matica hrvatska.[1]
- osnovana je tekstilna industrija Čateks d. d., Čakovec iz male bojadisaonice vlasnika Samuela Neumana i njegove obitelji[2]

## Rođenja
- 13. listopada – Jožef Klekl političar, pisac i svećenik, koji je htio autonomiiju Slovenskoj krajini (Prekmurju) († 1948.)

### Siječanj – ožujak
- 5. siječnja – Joseph Erlanger, američki fiziolog, nobelovac († 1965.)
- 19. siječnja – Ljerka Šram, hrvatska kazališna glumica († 1913.)
- 25. siječnja – William Somerset Maugham, engleski pripovjedač i dramatičar († 1965.)
- 15. veljače – Josip Bach, hrvatski glumac i redatelj († 1935.)
- 25. ožujka – Ivša Lebović, hrvatski političar i odvjetnik († 1936.)

### Travanj – lipanj
- 18. travnja – Ivana Brlić-Mažuranić, hrvatska književnica († 1938.)
- 25. travnja – Guglielmo Marconi, talijanski inženjer i fizičar († 1937.)
- 28. travnja – Karl Kraus, austrijski prozaist, publicist i dramatik († 1936.)

### Srpanj – rujan
- 14. srpnja – Abaz II. Hilmi, treći egipatski kediv († 1944.)
- 10. kolovoza – Herbert Hoover, 31. predsjednik SAD-a († 1964.)
- 22. kolovoza – Max Scheler, njemački filozof († 1928.)
- 27. kolovoza – Carl Bosch, njemački kemičar († 1940.)
- 11. rujna – Franjo Dugan st., hrvatski skladatelj, orguljaš i glazbeni pisac († 1948.)
- 13. rujna – Arnold Schönberg, austrijski skladatelj († 1951.)

### Listopad – prosinac
- 9. listopada – Nikolaj Rerih, ruski slikar i filozof († 1947.)
- 15. studenog – August Krogh, danski liječnik, nobelovac († 1949.)
- 16. studenog – Aleksandar Kolčak, ruski vojskovođa († 1920.)
- 30. studenog – Winston Churchill, premijer Ujedinjenog Kraljevstva († 1965.)

## Smrti

### Siječanj – ožujak
- 16. siječnja – Max Schultze, njemački anatom i histolog (* 1825.)
- 8. ožujka – Millard Fillmore, 13. predsjednik SAD-a (* 1800.)

### Travanj – lipanj
- 18. lipnja – Fran Kurelac, hrvatski književnik i filolog (* 1811.)

## Vanjske poveznice
|  | Zajednički poslužitelj ima još gradiva o temi 1874. |